# Fiktív egyenlítői középnap
A fiktív egyenlítői középnap és a fiktív ekliptikai középnap képzeletbeli égitestek, amelyeket a világidő (közvetve tehát általában az idő) méréséhez használnak a csillagászatban.

## A probléma
Az időméréssel szemben támasztott követelmény, hogy az idő egyenletesen teljék. Az idő méréséhez a Nap látszólagos mozgását tudjuk megfigyelni, amely azonban nem egyenletes. Mivel a Nap rektaszcenziójának változása nemlineáris kifejezése a csillagidőnek, ezért a valódi szoláris idő múlása sem egyenletes a csillagidővel kifejezve.

## Meghatározások
A fiktív ekliptikai középnap az a képzeletbeli égitest, amely 
- közép csillagidőben mérve egyenletes szögsebességgel halad az ekliptikán,
- a pálya befutásához ugyanannyi időre van szüksége, mint a valódi Napnak,
- a valódi Nappal minden évben a napközelpontban találkozik.

Tehát ez a képzelt égitest a Nappal azonos pályán és lényegében mindig a Nap közelében mozog, de egyenletes sebességgel.
A fiktív egyenlítői középnap eredeti definíciója szerint az a képzeletbeli égitest, amely
- egyenletes szögsebességgel halad az égi egyenlítőn,
- a pálya befutásához ugyanannyi időre van szüksége, mint a fiktív ekliptikai középnapnak az ekliptikáéhoz,
- a fiktív ekliptikai középnappal minden évben a tavaszpontban találkozik.

A világidő meghatározásához a fiktív egyenlítői középnap koordinátáit használják fel, amelyek nem mérhetőek, hanem csak egy több lépésből álló (iterációs) eljárással számíthatóak ki. A kiszámításhoz használatos képletet Simon Newcomb határozta meg.
Ma a fiktív egyenlítői középnapot úgy definiálják, mint az égi egyenlítőnek azt a pontját, amelynek rektaszcenzióját Newcomb képlete adja meg.